# Svenska basketligan för herrar 2013/2014
Svenska Basketligan för herrar 2013/2014 var den högsta serien i basket för herrar i Sverige säsongen 2013/2014 och bestod av 10 lag som spelade totalt 36 omgångar. De åtta främsta gick vidare till SM-slutspel. Slutspelet bestod av kvartsfinaler och semifinaler som spelades bäst av fem samt en finalserie som spelas bäst av sju. När slutspelet var över stod Södertälje Kings som svenska mästare. 08 Stockholm Human Rights och Stockholm Eagles flyttades ner inför säsongen till följd av att Svenska basketligan minskade antal lag från 12 till 10.

## Tabell
|     | Basketligan         | SM | V  | F  | GM   | IM   | MS   | P  |
| --- | ------------------- | -- | -- | -- | ---- | ---- | ---- | -- |
| 1.  | Södertälje Kings    | 36 | 32 | 4  | 3123 | 2638 | +485 | 64 |
| 2.  | Borås Basket        | 36 | 27 | 9  | 3159 | 2930 | +229 | 54 |
| 3.  | Norrköping Dolphins | 36 | 23 | 13 | 2944 | 2732 | +212 | 46 |
| 4.  | Sundsvall Dragons   | 36 | 22 | 14 | 3028 | 2875 | +153 | 44 |
| 5.  | Uppsala Basket      | 36 | 21 | 15 | 2984 | 2822 | +162 | 42 |
| 6.  | Solna Vikings       | 36 | 16 | 20 | 2865 | 2969 | –104 | 32 |
| 7.  | LF Basket           | 36 | 13 | 23 | 2968 | 3151 | –183 | 26 |
| 8.  | Jämtland Basket     | 36 | 12 | 24 | 2842 | 3159 | –317 | 22 |
|     |                     |    |    |    |      |      |      |    |
| 9.  | KFUM Nässjö         | 36 | 8  | 28 | 2929 | 3149 | –220 | 16 |
| 10. | ecoÖrebro           | 36 | 6  | 30 | 2760 | 3177 | –417 | 12 |

## Källa
- Everysport.com: Basketligan